# Teilflächen im Hürtgenwald mit Schieferbergbauflächen von der Roten Wehe bis zum Gürzenicher Bruch
Koordinaten: 50° 42′ 23″ N, 6° 20′ 33″ O
Das Naturschutzgebiet Teilflächen im Hürtgenwald mit Schieferbergbauflächen von der Roten Wehe bis zum Gürzenicher Bruch liegt auf dem Gebiet der Gemeinde Hürtgenwald im Kreis Düren in Nordrhein-Westfalen.
Das aus acht Teilflächen bestehende Gebiet erstreckt sich westlich des Kernortes Hürtgen entlang des Weißen Wehebachs. Östlich des Gebietes verläuft die B 399.

## Bedeutung
Das etwa 416,3 ha große Gebiet wurde im Jahr 1990 unter der Schlüsselnummer DN-066 unter Naturschutz gestellt. Schutzziele sind
- die Erhaltung und Optimierung naturnaher Mittelgebirgsbachauen mit einer Vielzahl auentypischer Biotoptypen und -strukturen (Quellen, naturnahe Still- und Fließgewässer, Bruch- und Auwälder, Feucht- und Magergrünland) als Lebensraum für zahlreiche gefährdete Pflanzen- und Tierarten bzw. -gesellschaften,
- der Schutz einer wiedereingebürgerten Biberpopulation und
- die Erhaltung und Optimierung eines morphologisch reich gegliederten, ehemaligen Schiefersteinbruches mit teilweise offenen, steilen Halden und angrenzender Eichenwälder insbesondere als Lebensraum für Mauereidechsen und andere thermophile Pflanzen- und Tierarten.[1]